# Gerard Greene
Gerard Greene, severnoirski igralec snookerja, * 12. november 1973, Kent, Anglija.
Greene je zastopal Severno Irsko na mednarodnih tekmovanjih (npr. Nations Cupu 2000 in 2001), saj prihajata njegova starša iz Belfasta. On sicer prebiva v Rainhamu, Kent. V karieri je dosegal povprečne uspehe, v sezoni 2009/10 je četrtič držal mesto med najboljšimi 32 igralci sveta in desetič med najboljšimi 48 igralci sveta, oboje po svetovni jakostni lestvici. Doslej se je enkrat uvrstil v polfinale katerega od jakostnih turnirjev (Grand Prixa 2007) in štirikrat v četrtfinale jakostnih turnirjev.
Trikrat se je doslej kvalificiral na Svetovno prvenstvo, a ni na glavnem delu prvenstva še nikoli dobil dvoboja, res pa je, da mu je žreb dvakrat namenil ravno branilca naslova: Johna Higginsa leta 1999 in Petra Ebdona leta 2003. Tretjič, ko se je prebil skozi sito kvalifikacij, je bilo leta 2005, tedaj ga je v prvem krogu izločil Steve Davis z 10-9.
Greene je bil udeležen v nadvse bizaren dvoboj na turnirju Grand Prix 1996, tedaj je imel proti Stevu Davisu v treh framih priložnost, da z uspešno zadeto črno kroglo preobrne frame na svoj konto, a je v vseh treh framih črna krogla zgrešila žep. Davis je vse te tri črne krogle nato pospravil z mize in tako dobil tri frame od petih, kolikor jih je bilo v njunem dvoboju. Končni izid je bil 5-0 za Davisa, ki je nato Greena imenoval »najnesrečnejši človek v svetu snookerja«.

## Kariera

### Začetki
Greene se je pridružil profesionalcem v sezoni 1993/94 v starosti 20 let. V sezoni 1995/96 se je trikrat prebil skozi kvalifikacijska sita jakostnih turnirjev, kar mu je na svetovni jakostni lestvici prineslo skok za 38 mest, na 72. mesto. Prav tako je osvojil svoj prvi poklicni turnir v karieri, šlo je za enega od nejakostnih turnirjev karavane, Polish Masters. Leta 1997 se je prvič uvrstil v četrtfinale na katerem od jakostnih turnirjev, na turnirju UK Championship so mu zmage nad Ianom Burnbyjem (6-5, prvi krog), Stevom Davisom (6-2, drugi krog), Andyjem Hicksom (9-6, tretji krog) in Garyjem Pontingom (9-6, osmina finala) prinesle mesto v četrtfinalu in obračun z Ronniejem O'Sullivanom. O'Sullivan je bil od Greena boljši z izidom 9-6.

### 2003/04
Sezono 2003/04 je začel v odlični formi in se na British Openu prebil v svoj drugi jakostni četrtfinale, v katerem je moral znova priznati premoč Ronnieju O'Sullivanu, izid je bil 4-5. Z dobrimi predstavami je nadaljeval tudi na UK Championshipu, na katerem ga je v drugem krogu z 9-7 porazil kasnejši zmagovalec Matthew Stevens, in LG Cupu (danes je turnir poznan pod imenom Grand Prix), kjer je bil od njega prav tako v drugem krogu boljši Ken Doherty, rezultat je bil 2-5. Zavoljo teh dobrih predstav se je na svetovni jakostni lestvici za kratek čas znašel med najboljšimi 16 igralci sveta, a je nato sredi sezone padel v manjšo rezultatsko krizo. Igre so se mu naposled le nekoliko poklopile, tako da si je na koncu sezone prvič v karieri uspel zagotoviti mesto med najboljšimi 32 igralci, zasedel je 26. mesto. V sezoni 2004/05 je bil na lestvici celo bolje uvrščen od Joeja Swaila in je imel tako prvič status najboljšega severnoirskega igralca.

### 2004/05
Zatem je imel Greene nekaj težav s palico, zaradi česar so tudi njegovi rezultati opešali. Neuspešen je bil na vseh jakostnih turnirjih, razen dveh, v sezoni in padel na 38. mesto svetovne jakostne lestvice. Slabe rezultate je sicer malce zacelila uvrstitev v četrtfinale nejakostnega turnirja Irish Masters.

### 2006/07
Sezona 2006/07 je Greenu na koncu prinesla še drugo uvrstitev med najboljših 32 igralcev sveta po jakostni lestvici, vrhunec sezone zanj pa je bil turnir Northern Ireland Trophy. Na njem se je uvrstil v 3. krog, izločil ga je Valižan Dominic Dale s 5-4.

### 2007/08
Greene se je na turnirju Grand Prix 2007 prvič v karieri prebil v polfinale na katerem od jakostnih turnirjev. Dodeljena mu je bila skupina B, v kateri so bili še Ronnie O'Sullivan, Steve Davis, Dominic Dale in kvalifikanta Tom Ford ter Mark Joyce. Dala in Davisa je premagal s 4-0, Forda 4-3 in Joyca 4-2, izgubil je le proti O'Sullivanu z 2-4. V skupini je tako zasedel drugo mesto, kar je pomenilo dovobj s prvouvrščenim iz skupine F, Rickyjem Waldenom, ki ga je Greene ponižal s 5-0. V četrtfinalu je izločil še Joeja Perryja, v polfinalu pa je bil zanj premočan kasnejši zmagovalec Marco Fu, ki je slavil s tesnim izidom 6-5. .
Greene se je nato s svojo morebiti najboljšo formo kariere uvrstil v četrtfinale turnirja Northern Ireland Trophy, v katerem je bil zanj usoden Mark Allen s 3-5. Predtem je sicer Greene premagal novinca Lianga Wenboja (5-2, prvi krog) in nato še dva bivša svetovna prvaka: Marka Williamsa (5-3, drugi krog) in Kena Dohertyja (5-1, osmina finala). Kasneje v sezoni mu je forma upadla in v zadnjem krogu kvalifikacij za Svetovno prvenstvo je izpadel proti Marku Davisu z 2-10. Po koncu sezone je na svetovni jakostni lestvici držal 33. mesto.

### 2008/09
Sezona 2008/09 je bila za Greena solidna, a v njej ni dosegel vidnejših rezultatov. Dobil je svoje prve dvoboje na šestih od osmih jakostnih turnirjev v sezoni, a je nato le na dveh od teh šestih turnirjev zmagal v svojem drugem dvoboju. Kar pa je najpomembneje, z zmagama nad Liujem Songom in Kenom Dohertyjem se je uspel prebiti skozi kvalifikacijsko sito Svetovnega prvenstva, na katerem je nato izpadel v prvem krogu, z 10-5 ga je odpravil Allister Carter.

## Osvojeni turnirji

### Nejakostni turnirji
- Polish Masters - 1996